# Охотник Сибири
«Охотник Сибири» (прежние названия: «Охотник Алтая», «Охотник и пушник Сибири», «Охотник и рыбак Сибири») — ежемесячный журнал, издававшийся в 1923—1937 годах. Первоначально печатался в Усть-Каменогорске, с 1925 года — в Ново-Николаевске. В журнале подробно освещались вопросы звероводства и пушного дела.

## История
Первоначально журнал выходил в Усть-Каменогорске и назывался «Охотник Алтая» (с № 2, 1925). Его основателем был писатель Е. Н. Пермитин, страстно увлекавшийся охотой. После переезда в 1925 году в Ново-Николаевск (сейчас — Новосибирск) он перевёл с собой издание, журнал получил новое название — «Охотник и пушник Сибири», с 1928 года — «Охотник и рыбак Сибири», с 1934 года — «Охотник Сибири».
Издание журнала было прервано в 1937 году на № 8.

## Авторы статей
В создании журнальных статей участвовали звероводы, охотоведы, орнитологи, работники охотпромстанций, участники научных экспедиций. В числе постоянных сотрудников был профессор С. А. Батурлин. В журнале имелся богатый литературный отдел, где публиковались проза, очерки и стихи новосибирских писателей: В. Итина, Н. Алексеева, Е. Пермитина, А. Коптелова, И. Мухачева, П. Гинцеля, К. Урманова и др. В «Охотниках» также печатались московские писатели М. Пришвин и В. Правдухин.

## Иллюстрирование
Издание было богато иллюстрировано. Страницы журнала украшали работы карикатуриста Вениамина Ромова. Новосибирский художник Алексей Вощакин вспоминал:

Его карикатуры хорошо известны читателям журнала “Охотник и пушник Сибири”. Ромов был сам заядлым охотником и прекрасно знал условия и охотничий быт Сибири. Потому его “охотничьи” карикатуры особенно ценны.— «Советская Сибирь», 9 января 1929
.